# Milionia biconfluens
Milionia biconfluens là một loài bướm đêm trong họ Geometridae.